# قطب‌الدین حیدر تونی
قطب‌الدین حیدر تونی، از عارفان بزرگ ‌‌‌شیعه مذهب سده‌های ۶ و ۷ هجری و سرسلسلهٔ فرقه حیدری بوده‌است.
قطب‌الدین حیدر تونی، در سده ۶ هجری در شهر تون (فردوس امروزی) زاده شد. وی با عطار همنشینی داشته و عطار، کتاب حیدری‌نامه را در ایام شباب به نام وی نوشته‌است.بعضی از محققان معاصر این ارتباط را رد کرده اند
حمدالله مستوفی و خواندمیر، حیدری‌ها را منسوب به قطب الدین حیدر تونی می‌دانند.